# جنوبگان (آلبوم ونگلیس)
«قطب جنوب» آلبومی از هنرمند اهل یونان ونگلیس است که در ۱۹۸۳ منتشر شد.